# فيرغس
فِرغِس (بالألمانية: Wirges) (نقحرة: فيرغس) هي بلدة ألمانية تقع في راينلند بالاتينات في ألمانيا. يقدر عدد سكانها بـ 5,094 نسمة .

## أعلام
- جيرد أندريس